# Hånesholmen
Hånesholmen ist eine zu Stavanger gehörende Schäre am nördlichen Ende des Byfjords in der norwegischen Provinz Rogaland.
Die kleine Insel liegt auf der Ostseite des Byfjords und ist der deutlich größeren Insel Bru auf deren Südseite mit einem Abstand von nur 40 Metern vorgelagert. Im unmittelbaren Umfeld bestehen weitere kleine Schären. Hånesholmen erstreckt sich in Nord-Süd-Richtung über etwa 100 Meter bei einer Breite von bis zu etwa 90 Metern. Die höchste Erhebung beträgt 7,2 Meter.
Die unbewohnte Insel ist felsig und weitgehend ohne Bewuchs.
In der Nacht zum 17. Februar 1945 lief das das deutsche Schulboot S 90 von Norden her mit einer Geschwindigkeit von 24 Knoten auf Hånesholmen auf. Das zur 1. Schnellbootschulflottille gehörende Torpedoboot lag mit aufgerissenem Schiffsboden mit seinem Vorschiff auf der Insel, das Achterschiff lag zum Teil unter Wasser. Es wurde vom Feuerlöschboot Nøkk, den Schleppern Fairplay III und Hjeltefjord und deutschen Tauchern geborgen und in die Werft Rosenberg nach Stavanger geschleppt.